# Robecco sul Naviglio
Robecco sul Naviglio is een gemeente in de Italiaanse metropolitane stad Milaan (regio Lombardije) en telt 6438 inwoners (31-12-2004). De oppervlakte bedraagt 20,3 km², de bevolkingsdichtheid is 309 inwoners per km².
De volgende frazioni maken deel uit van de gemeente: Casterno, Cascinazza, Castellazzo de' Barzi, Carpenzago.

## Demografie
Robecco sul Naviglio telt ongeveer 2487 huishoudens. Het aantal inwoners steeg in de periode 1991-2001 met 19,6% volgens cijfers uit de tienjaarlijkse volkstellingen van ISTAT.
| Jaar | Inwoneraantal |
| ---- | ------------- |
| 1991 | 5163          |
| 2001 | 6174          |

## Geografie
De gemeente ligt op ongeveer 120 m boven zeeniveau.
Robecco sul Naviglio grenst aan de volgende gemeenten: Corbetta, Magenta, Cassinetta di Lugagnano, Cerano (NO), Abbiategrasso.